# Harry og kammertjeneren
Harry og kammertjeneren è un film del 1961 diretto da Bent Christensen, presentato in concorso al Festival di Cannes 1962 e nominato all'Oscar al miglior film straniero.

## Produzione
Il film venne girato negli studi della Novaris Film ad Albertslund.

## Distribuzione
Il film, distribuito in Danimarca l'8 settembre 1961, venne presentato al Festival di Cannes nel maggio 1962; in Francia, il titolo venne tradotto in Harry et son valet. Il film uscì poi in Argentina (9 gennaio 1963, con il titolo Harry y el mayordomo) e in Finlandia (26 giugno 1964, come Harryn hurjat hetket). Venne nuovamente distribuito in Danimarca ancora due volte: il 4 agosto 1966 e 1º agosto 1967. Fu trasmesso per la prima volta in televisione nella Germania Occidentale il 29 agosto 1971 come Harry und sein Kammerdiener.